# Petra Mede
Petra Maria Mede (pron. svedese: [ˈpêːtra ˈmêːdɛ]; Stoccolma, 7 marzo 1970) è una conduttrice televisiva, comica e danzatrice svedese.
È cresciuta a Göteborg. Mede è conosciuta per alcuni ruoli in show comici e come conduttrice televisiva.
Nel 2009 ha presentato il Melodifestivalen, dove è stato scelto il rappresentante svedese per l'Eurovision Song Contest 2009 ed è stata votata come miglior comica svedese nello stesso anno.
Il 14, 16 e 18 maggio 2013 ha presentato l'edizione 2013 dell'Eurovision Song Contest svoltasi a Malmö, in Svezia.
Questa edizione si ricorda anche perché dopo quasi 20 anni sul palco è salita una sola presentatrice. L'edizione precedente si era svolta infatti a Dublino nel 1995 e sul palco era salita la presentatrice Mary Kennedy da sola.
Il 3 febbraio 2015 è stato annunciato che Mede avrebbe condotto, insieme al commentatore inglese Graham Norton, uno show dedicato ai 60 anni dell'Eurovision Song Contest, l'Eurovision Song Contest's Greatest Hits, ovvero un sunto dei migliori momenti passati dell'omonimo show, tenutosi il 31 marzo dello stesso anno all'Eventim Apollo di Londra.
Inoltre, nel dicembre 2015, Mede è stata confermata presentatrice dell'Eurovision Song Contest 2016 accompagnata proprio dal vincitore del 2015: Måns Zelmerlöw.
A febbraio 2024, è stata confermata come presentatrice dell'Eurovision Song Contest 2024 insieme all'attrice Malin Åkerman.
Parla fluentemente svedese, inglese, francese, spagnolo e italiano.

## Lavoro

### TV show
Eurovision 2025 (come cantante nell'interval act)
- Eurovision Song Contest 2024 (come presentatrice)
- Eurovision Song Contest 2016 (come presentatrice)Petra Mede, durante l'incontro con i giornalisti all'ESC 2016

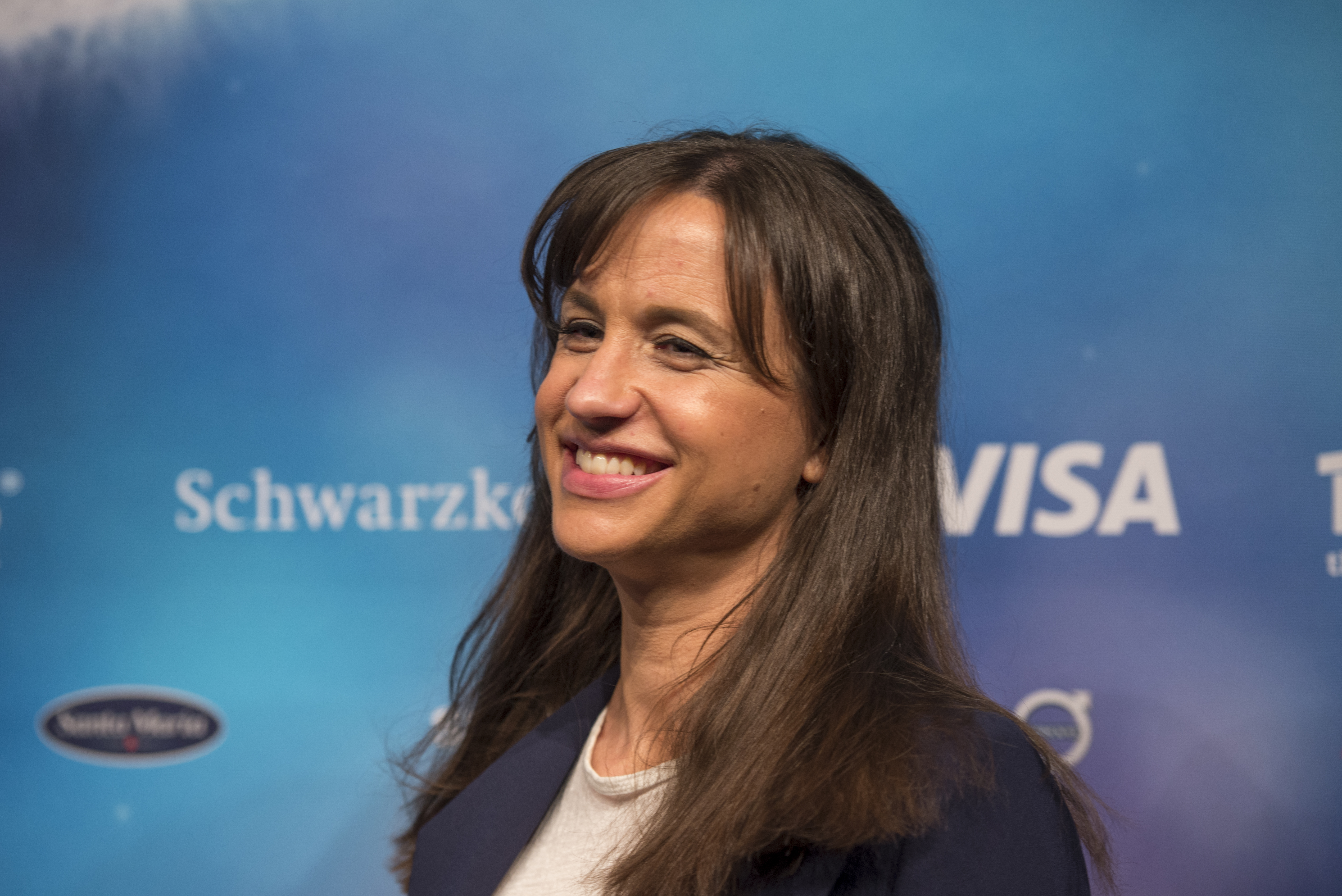
Petra Mede, durante l'incontro con i giornalisti all'ESC 2016

- Eurovision Song Contest's Greatest Hits 2015 (come presentatrice)
- Eurovision Song Contest 2013 (come presentatrice)
- Maestro 2013 (come presentatrice)
- Maestro 2011 (come partecipante)
- Guldbaggegalan 2011
- Välkommen åter 2010
- Petra Mede Show 2010
- Cirkus Möller 2010
- Roast på Berns 2009
- Snillen snackar 2009
- Melodifestivalen 2009
- Musikmaskinen 2008
- Det sociala spelet 2008
- Morgonsoffan 2008
- Hjälp! 2008
- Dubbat 2008
- Parlamentet 2007-2009
- Extra! Extra! 2007-2008
- Stockholm Live 2007